# Artturi Virkkunen
Artturi Heikki (A.H.) Virkkunen, född den 19 januari 1864 i Karunki, död den 17 november 1924 i Esbo, var en finländsk historiker. Hans ursprungliga namn var Snellman.

## Biografi
Virkkunen blev 1894 filosofie doktor och undervisade 1891-1902 i historia vid finska läroverk i Helsingfors och tjänstgjorde som överinspektör (från 1918 skolråd) vid Skolstyrelsen; var 1921-24 professor i historia vid Åbo universitet och universitetets rektor. 
Han tillhörde redan i unga år Uusi Suometars medarbetarstab, var 1917-18 chefredaktör för denna tidning och 1919 för dess efterträdare Uusi Suomi.
Han utgav bland annat österbottniska nationens historia (2 band, 1890-91, ofullbordad) och Uleåborgs stads historia under 1600-talet (1905-19) samt två arbeten om östersjöfinnarna (1894-1907).
Virkkunen var lantdagsledamot för Finska partiet och riksdagsledamot för Samlingspartiet 1907–1909, 1910–1911 och 1914–1922. Samlingspartiet grundades 1918 samtidigt som Finska partiet upplöstes och begreppet riksdag ersatte lantdag i samband med 1919 års regeringsform.
Han är begravd på Sandudds begravningsplats i Helsingfors.

## Utmärkelser
- Sankt Stanislausorden, tredje klass,  1903[3]
- Sankt Annas orden, tredje klass,  1907[3]
- Sankt Stanislausorden, andra klassen,  1912[3]
- Kommendörstecknet av Finlands Vita Ros’ orden,  1921[3]

[Redigera Wikidata]